# Oberwiesen

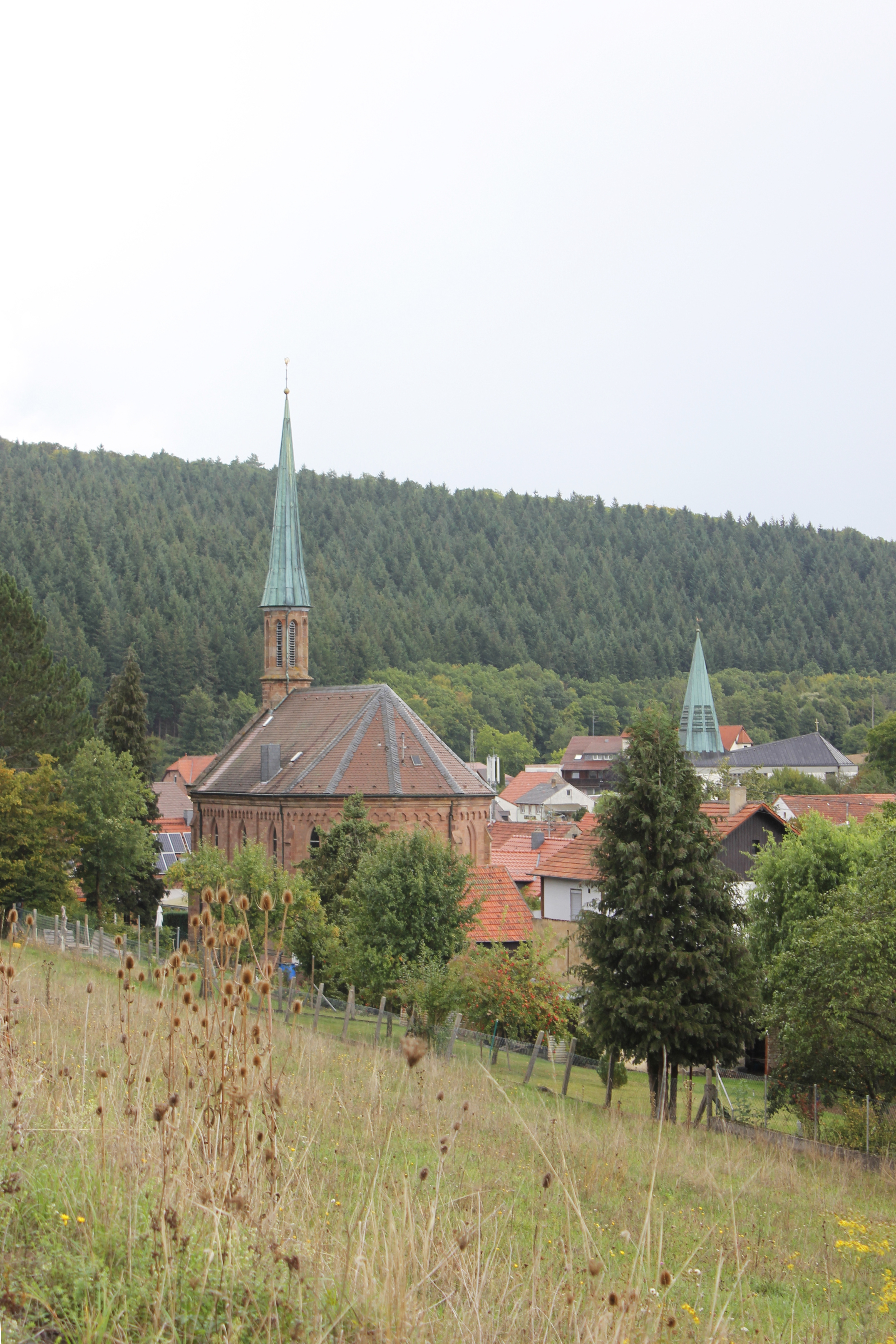
Ortsbild von Oberwiesen

Oberwiesen (pfälzisch: Owwerwisse) ist eine Ortsgemeinde im Donnersbergkreis in Rheinland-Pfalz. Sie gehört der Verbandsgemeinde Kirchheimbolanden an, innerhalb derer sie gemessen an der Einwohnerzahl die fünftkleinste und gemessen an der Fläche die zweitkleinste Ortsgemeinde darstellt. Gemessen an der Fläche gehört Oberwiesen zu den kleinsten Gemeinden Deutschlands.

## Geographie

### Lage
Oberwiesen liegt im Nordpfälzer Bergland innerhalb dessen Teilbereichs Bürgerwald an der Grenze des Donnersbergkreises zum Landkreis Alzey-Worms und damit einhergehend an der Grenze der Pfalz zu Rheinhessen. Der Ort liegt etwa vier Kilometer nordwestlich von der Kreisstadt Kirchheimbolanden und acht Kilometer nördlich vom Donnersberg entfernt. Nachbargemeinden sind – im Uhrzeigersinn – Offenheim, Orbis, Kirchheimbolanden und Kriegsfeld. Nordöstlich, jedoch bereits jenseits der Gemeindegemarkung, erstreckt sich der 358 Meter hohe  Kappelberg.

### Gewässer
Mitten durch die Gemeinde verläuft der Wiesbach. Der von rechts kommende Ambach bildet weitestgehend die Grenze zu Orbis und der von links kommende Kernbach die letzten Meter vor seiner Mündung in diesen die Grenze zu Kirchheimbolanden. Mitten im Siedlungsgebiet mündet von links der Wörlebach in den Wiesbach.

## Geschichte

### Mittelalter
Geschichtliche Quellen legen die Vermutung nahe, dass die Besiedlung um das Jahr 1200, durch die Herren von Morschheim veranlasst, begann. Die Morschheimer waren Vasallen der Grafen Bolanden. Deren Herrschaft ging wiederum nach finanziellen Problemen auf die Linie Nassau-Weilburg des Hauses Nassau über.
Andere Quelle behaupten, dass die Gegend um das heutige Oberwiesen erst später als andere Gebiete besiedelt wurde. Der Ursprung des Dorfes ist nicht bekannt, es wird vermutet, dass ein im Zusammenhang mit der Herrschaft Stauf erwähntes Wisha das heutige Oberwiesen war. Das Dorf gehörte im 14. Jahrhundert wahrscheinlich der Herrschaft, wurde aber als Lehen wohl weitergegeben.
1307 erhielt das Kloster Eußerthal, veranlasst durch Wirich von Dhaun, eine Gült von seinem Hof bei Wihsen. 1351 ging die  Bruvelwiese zu Oberwizzen, die dem Ritter Sybilmann Monphorn von Flomborn gehörte, an das Kloster Alzey. Ab 1370 war Oberwiesen ein Lehen der Herren Heinrich von Wißen und Heune von Morschheim. Nachdem diese Linie ausgestorben war, gab das Haus Nassau den Ort an Philipp Ludwig von Steinkallenfels weiter, der den Gerechtsamen und den Zehnt erhielt. Nach dem Aussterben der Steinkallenfelser fiel es zurück an Nassau und 1750 kauften es die Herren von Sturmfeder, um es als lehnbare Vogtei der Kurpfalz zu nutzen.

### Neuzeit
Im Jahr 1794 wurde das Linke Rheinufers im Ersten Koalitionskrieg besetzt. Von 1798 bis 1814 gehörte Oberwiesen zum Kanton Kirchheim (auch Kanton Kirchheimbolanden genannt) im Departement Donnersberg und unterstand der Mairie Orbis. 1815 hatte der Ort insgesamt 338 Einwohner.
Aufgrund der auf dem Wiener Kongress getroffenen Vereinbarungen kam das Gebiet im Juni 1815 zunächst zu Österreich und wurde 1816 auf der Grundlage eines Staatsvertrags an das Königreich Bayern abgetreten. Unter der bayerischen Verwaltung gehörte Oberwiesen von 1817 an zum Landkommissariat Kirchheim im Rheinkreis, ab 1862 zum Bezirksamt Kirchheimbolanden und von 1939 an zum Landkreis Kirchheimbolanden.
Nach dem Zweiten Weltkrieg wurde die Gemeinde Oberwiesen innerhalb der französischen Besatzungszone Teil des Regierungsbezirks Pfalz im damals neu gebildeten Land Rheinland-Pfalz. Im Zuge der ersten rheinland-pfälzischen Verwaltungsreform wechselte der Ort am 7. Juni 1969 in den neu gebildeten Donnersbergkreis. Drei Jahre später wurde die Gemeinde in die ebenfalls neu entstandene Verbandsgemeinde Kirchheimbolanden eingegliedert.

## Religion
Die Katholiken gehören zum Bistum Speyer und gehören dort zur Pfarrei Kirchheimbolanden, die Evangelischen zur pfälzischen Kirchengemeinde Morschheim.

## Politik

### Gemeinderat
Der Gemeinderat in Oberwiesen besteht aus zwölf Ratsmitgliedern, die bei der Kommunalwahl am 9. Juni 2024 in einer personalisierten Verhältniswahl gewählt wurden, und der ehrenamtlichen Ortsbürgermeisterin als Vorsitzender. Mit der Wahl 2019 stieg die Zahl der Ratsmitglieder wieder von acht auf zwölf.
Die Sitzverteilung im Gemeinderat:
| Wahl | SPD | CDU | FWG | Gesamt   |
| ---- | --- | --- | --- | -------- |
| 2024 | 4   | –   | 8   | 12 Sitze |
| 2019 | 5   | –   | 7   | 12 Sitze |
| 2014 | 3   | –   | 5   | 8 Sitze  |
| 2009 | 5   | 2   | 5   | 12 Sitze |
| 2004 | 3   | 2   | 7   | 12 Sitze |

- FWG = Wählergruppe Oberwiesen e. V.

### Ortsbürgermeister
Ortsbürgermeisterin ist Heike Renz. Bei der Kommunalwahl am 9. Juni 2024 wurde sie denkbar knapp (161 zu 160 Stimmen) mit einem Stimmenanteil von 50,2 % in ihrem Amt bestätigt und setzte sich gegen ihren Herausforderer Andreas Thoni (SPD) durch. Thoni war bereits von 2014 bis 2019 Ortsbürgermeister, stellte sich aber seinerzeit aus beruflichen Gründen nicht für die Kommunalwahl 2019 auf. Davor hatte bis 2014 Gunnar Wolf dieses Amt inne.

### Wappen
| Wappen von Oberwiesen | Blasonierung: „In Silber auf grünem Boden eine grüne Fichte, oben beseitet von zwei sechsstrahligen goldenen Sternen und belegt mit einem springenden roten Hirsch mit goldenem Geweih und goldenen Hufen.“ |
| Wappen von Oberwiesen | Es wurde 1844 durch König Ludwig I. von Bayern verliehen und geht zurück auf ein Siegel aus dem Jahr 1779.                                                                                                  |

## Kultur und Sehenswürdigkeiten

### Kulturdenkmäler

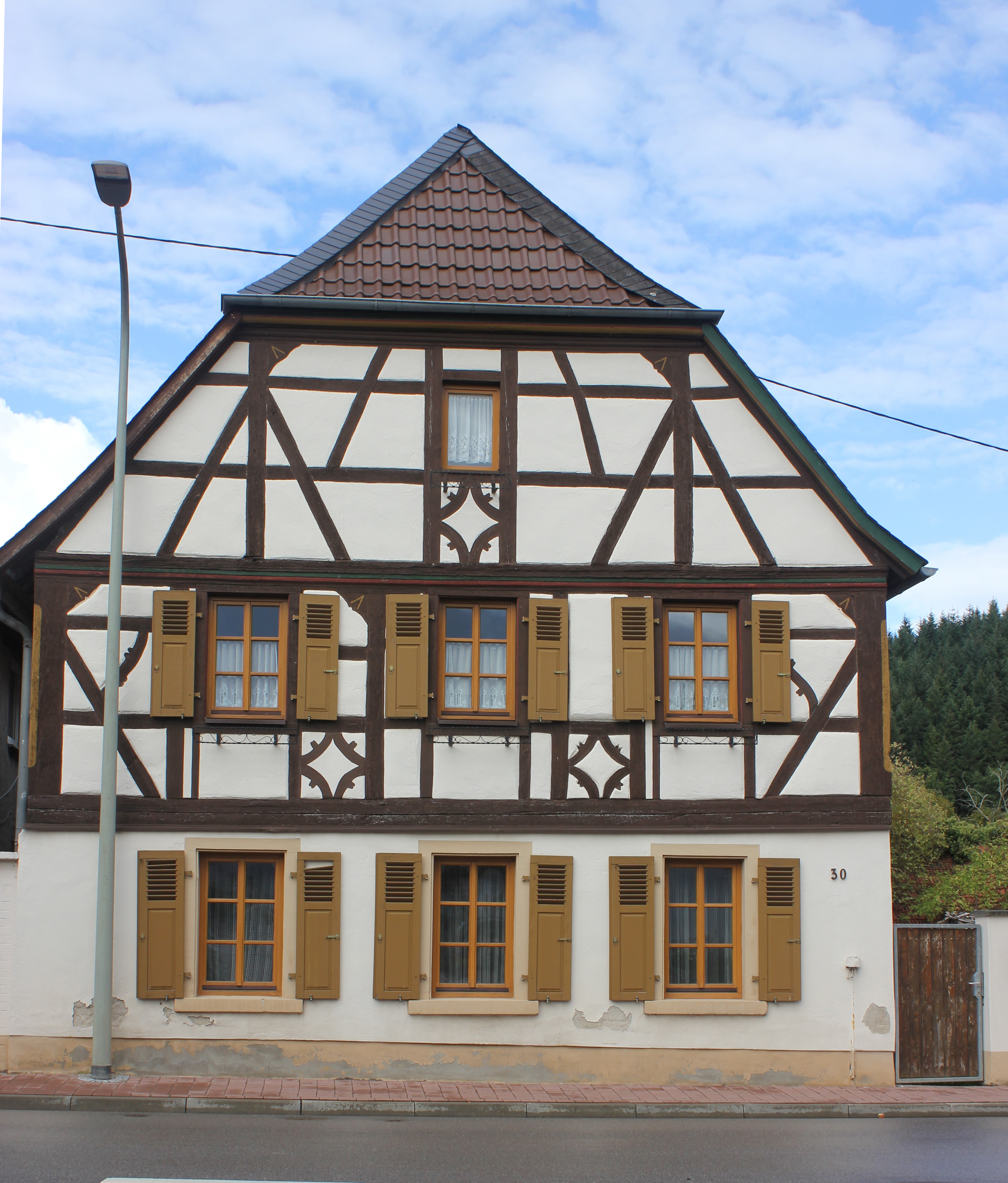
Denkmalgeschütztes Wohnhaus

Vor Ort befinden sich drei Objekte, die unter Denkmalschutz stehen, darunter die evangelische Kirche.

### Sonstige Bauwerke
Im Ortsmittelpunkt befindet sich die katholische Kirche. Die in Oberwiesen ansässige Jagdschule mit Lehrrevier des Landes Rheinland-Pfalz war die erste ihrer Art in Deutschland.

### Veranstaltungen
Am letzten Augustwochenende findet die Kerwe statt.

## Wirtschaft und Infrastruktur
Im Ort kreuzen sich die Landesstraße 399, die von Kirchheimbolanden über Kriegsfeld bis nach Oberhausen an der Appel führt und die Landesstraße 406, die eine Verbindung mit Alzey und Gau-Odernheim herstellt. Südöstlich verläuft die A 63 von Kaiserslautern nach Mainz.
Der Nahverkehr war ab 2000 im Westpfalz-Verkehrsverbund (WVV) organisiert, der seit Sommer 2006 vollständig in den Verkehrsverbund Rhein-Neckar (VRN) integriert ist. In Kirchheimbolanden ist ein Haltepunkt der Donnersbergbahn. Der Ort ist über die von Behles Bus betriebene Buslinie 902, die von Eisenberg bis nach Gaugrehweiler verläuft, ans Nahverkehrsnetz angeschlossen.

## Persönlichkeiten

### Ehrenbürger
- Johann Friedrich Dexheimer (1922–2013),  Gastwirt und Heimatdichter, lebte vor Ort

### Personen, die vor Ort gewirkt haben
- Max von Siebert (1829–1901), Architekt und bayerischer Baubeamte, entwarf die in den Jahren 1881 und 1882 errichtete evangelische Kirche